# Pius Font i Quer
Pius Font I Quer (Lleida, 9 aprile 1888 – Barcellona, 2 gennaio 1964) è stato un botanico, farmacista e tassonomista spagnolo, originario della Catalogna.

## Biografia
Ha trascorso la sua infanzia a Manresa. Entrò all'Università di Barcellona nel 1905 per studiare scienze chimiche. Si è laureato nel 1908. Ha frequentato un corso di botanica presso l'Istituto catalano di storia naturale tenuto dal professor Manuel Llenas, amico e maestro di Font Quer. Sembra che questo gli abbia fatto suscitare l'interesse per la botanica e ha deciso di approfonidire gli studi botanici frequentando la Facoltà di Farmacia che si è conclusa nel 1910 con lode. Ha conseguito il Dottorato in Farmacia presso l'Università di Madrid con la tesi dal titolo "Studio fitogeografico dei Bages" superato il 30 maggio 1914.

## Nomi pubblicati
Durante la sua attività lavorativa ha pubblicato 365 nomi